# Montjean (Mayenne)
Montjean è un comune francese di 982 abitanti situato nel dipartimento della Mayenne nella regione dei Paesi della Loira.

## Società

### Evoluzione demografica
Abitanti censiti